# Виртуальный ютубер
Виртуальный ютубер (яп. バーチャルユーチューバー ба:тяру ю:тю:ба:, англ. Virtual YouTuber), или V-тубер (жарг. витубер, втубер; англ. VTuber, яп. ブイチューバー) — создатель видеороликов (видеоблогер, стример), скрывающий свою внешность за цифровым аватаром — персонажем, созданным с помощью компьютерной графики и управляемым с помощью специальных программ для захвата движения (в отличие от других блогеров, использующих только веб-камеру). Данный тренд зародился в Японии в середине 2010-х годов, однако наибольшую популярность он приобрёл в начале 2020-х годов, став всемирным интернет-феноменом.

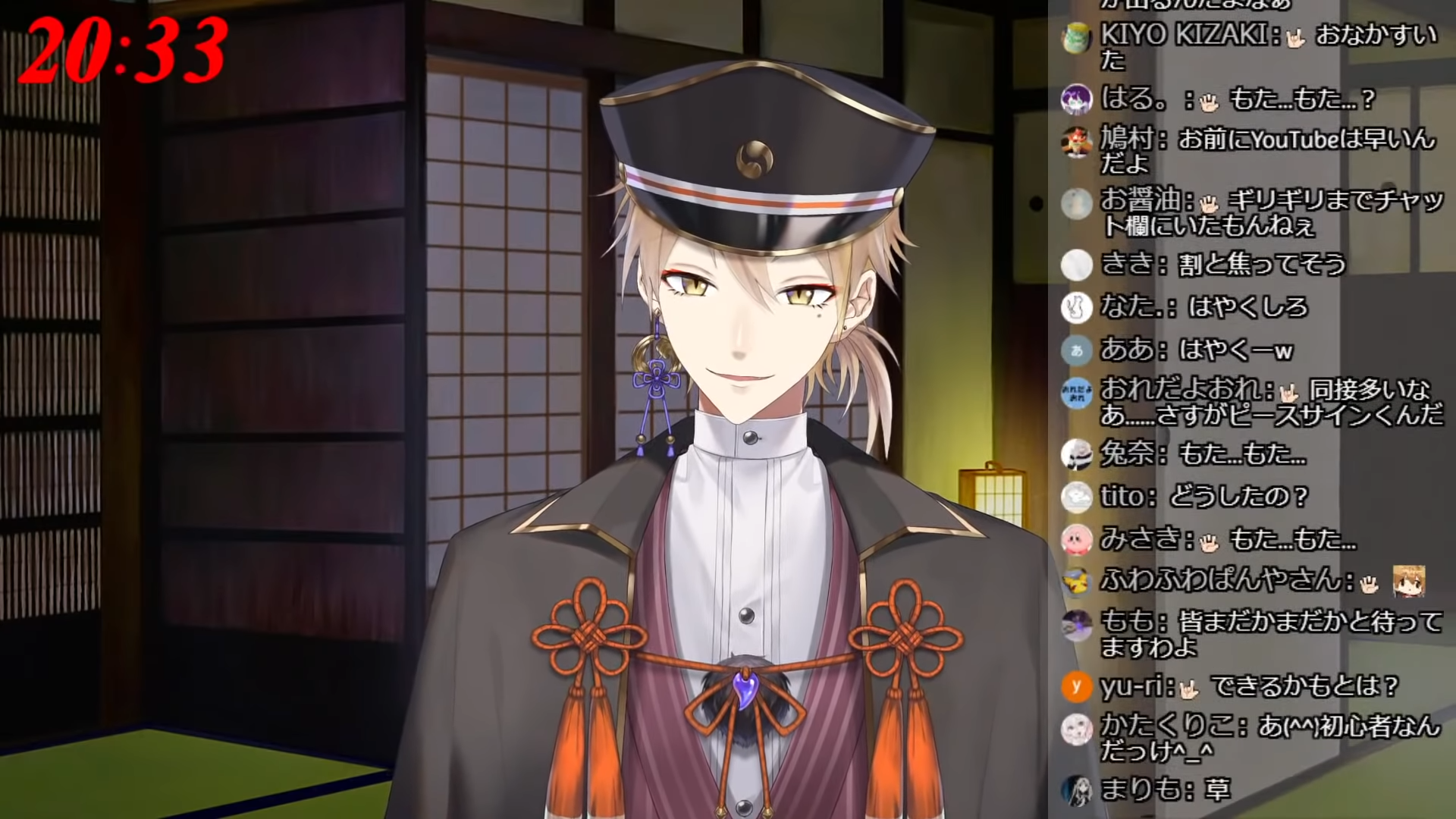
Фрагмент стрима Гаку Фусими, участника виртуального агентства Nijisanji

По состоянию на 2020 год, в Интернете насчитывалось свыше 10 тысяч виртуальных ютуберов, большинство из которых говорили на японском либо на английском языке. Несмотря на то, что данный термин подразумевает под собой исключительно пользователя YouTube, V-туберы, как и «живые» стримеры, используют для своей деятельности и другие платформы — Niconico, Twitch и Bilibili, а также социальные сети (Facebook, Twitter и т. д.).
Первой, к кому был применён термин «виртуальный ютубер», стала Kizuna AI, чей YouTube-канал был запущен в декабре 2016 года. Её популярность повлекла за собой возникновение новых «виртуальных» контент-мейкеров и подтолкнула к созданию агентств для их продвижения, в том числе таких крупных, как Hololive Production, Nijisanji и VShojo. Вне Японии тренд получил огромное развитие благодаря фэнсабам — переведённым фанатами стримам или их фрагментам (жарг. «нарезкам») — и появлению V-туберов среди пользователей из других стран, в том числе из России и стран СНГ. На счету многих виртуальных талантов (в частности, японских) — наличие мировых рекордов, связанных с прямыми трансляциями, а также участие в местных рекламных кампаниях.

## Обзор
Как правило, виртуальные ютуберы (чаще именуемые V-туберами) — это создатели медиаконтента и онлайн-стримеры на YouTube или любом другом видеохостинге. От обычных ютуберов (и видеоблогеров в целом) их отличает использование анимированных (частично или полностью) аватаров, созданных с помощью программ для 2D- и 3D-моделирования и изображающих вымышленного персонажа, дизайн которого разрабатывается специально нанятым онлайн-художником либо (реже) самим автором канала, имеющим навыки рисования. Деятельность многих V-туберов идёт вразрез с их настоящей личностью, и они не связаны физическими ограничениями. Некоторые пользователи YouTube, особенно из маргинализированных сообществ, предпочитают использовать аватары, отражающие их онлайн-идентичность, по соображениям личного комфорта и безопасности, а трансгендеры — для лучшего её представления своей аудитории.
Поведение V-туберов нередко сравнивают с кейфебом в реслинге, где исполнитель поддерживает придуманный для ринга образ и вне представлений, постоянно «притворяясь» своим персонажем даже в обыденной жизни. V-тубер может сохранять свою цифровую личину во всех виртуальных взаимодействиях — например, на YouTube, Twitch, Twitter, Instagram; при этом его настоящая личность остаётся неизвестной. Бывший рестлер WWE Бреннан «Mace» Уильямс, в 2021 году начавший карьеру виртуального стримера на Twitch, отметил, что эти две профессии — «буквально одно и то же».
В широких кругах виртуальные ютуберы стойко ассоциируются с японской поп-культурой (аниме, мангой) и моэ-антропоморфизмом. Персонаж V-тубера может иметь как полностью человеческие, так и животные (нэко, кицунэ, фурри) либо фэнтезийные черты (эльфы, пришельцы и т. п.).

### Технология

Виртуальный ютубер машет рукой, используя отслеживание рук

Аватар виртуального ютубера анимируется с помощью веб-камеры и ПО для захвата движения, которое считывает мимику и/или жесты стримера и накладывает их на модель отыгрываемого им персонажа. На данный момент для записи видео с применением цифровых аватаров (виту́бинга) доступны как платные, так и бесплатные приложения, причём одни из них можно использовать даже без веб-камеры (хотя и с заранее заданными анимациями), а другие совместимы с оборудованием виртуальной реальности и устройствами слежения за движениями рук. Некоторые ПО поддерживают в качестве дополнительной видеокамеры смартфоны с системой распознавания лиц (Face ID для IPhone), инфракрасный датчик которых обеспечивает более точный mo-cap.
Для рига моделей, получаемых из двумерного рисунка, преимущественно используется проприетарная Live2D, в то время как для создания трёхмерных персонажей нередко применяются такие программы, как VRoid Studio. Стоимость заказанного аватара может достигать 2000 $ в зависимости от уровня детализации. Однако некоторые стримеры используют вместо модели статичный PNG-спрайт; для них был придуман шуточный термин «PNG-туберы» (англ. PNGTubers).
В качестве альтернативы для Live2D предлагаются программы с открытым исходным кодом (такие, как Inochi2D), однако (из-за антиконкурентной лицензионной практики Live2D) они не обеспечивают обратной совместимости с её стандартами. Для работы с 3D-аватарами, напротив, существует открытое ПО, совместимое с проприетарным — например, Virtual Puppet Project.
В настоящее время возникла тенденция к внедрению искусственного интеллекта (в том числе нейросетей) при создании виртуальных ютуберов — от дизайна персонажа до его характера и взаимодействия со зрителями (подобно чат-боту). Ярким примером такого V-тубера является Нейро-сама, разработанная программистом под ником vedal987 и «дебютировавшая» в декабре 2022 года.

### Агентства и коммерциализация
Крупные виртуальные ютуберы зачастую нанимаются в специализированные букинг-агентства, чья деятельность во многом схожа с идол-группами и, как следствие, использует ту же политику в отношении участников и терминологию — например, понятие «выпуск» (англ. graduation) обозначает уход из агентства (увольнение по собственной инициативе). Агентство нанимает стримеров для изображения персонажей, разработанных компанией, которые затем коммерциализируются с помощью мерчандайзинга и других рекламных интеграций, а также традиционных источников дохода, таких как монетизация видеороликов и донаты.
- Агентство Hololive Production[англ.] насчитывает свыше 60 V-туберов в 3 женских (hololive, hololive ID, hololive EN) и 2 мужских (HOLOSTARS, HOLOSTARS EN) филиалах.
- Nijisanji[англ.] насчитывает свыше 160 V-туберов в двух филиалах — японском и английском.
- VShojo[англ.], основанное в ноябре 2020 года и расформированное в июле 2025 года, стало одним из первых западных виртуальных агентств.

## История

### Предшественники
12 февраля 2010 года компания-разработчик визуальных новелл Nitroplus создала канал на YouTube от лица своего маскота — Супер Сонико. Сонико общалась со зрителями в прямом эфире, рассказывая им о себе и о предстоящих релизах. 13 июня 2011 года своё первое видео выпустила блогер Ами Ямато — англичанка японского происхождения, транслировавшая вместо себя трёхмерную модель смуглой черноволосой девушки. В 2012 году японская компания Weathernews Inc. запустила стилизованного под вокалоида персонажа по имени Айри (англ. Weatheroid Type A Airi), которая вела круглосуточный прогноз погоды на сайте компании, на YouTube- и Niconico-каналах. В 2014 году Айри получила сольную программу, выходящую по четвергам, и начала вести прямые трансляции с применением motion capture.
В 2014 году состоялся релиз приложения FaceRig, которое впервые позволило загружать и использовать в домашних условиях модели с лицевой анимацией в реальном времени. В 2015 году для него было выпущено официальное DLC с поддержкой аватаров, разработанных с помощью Live2D.

### Прорыв и дальнейшее развитие

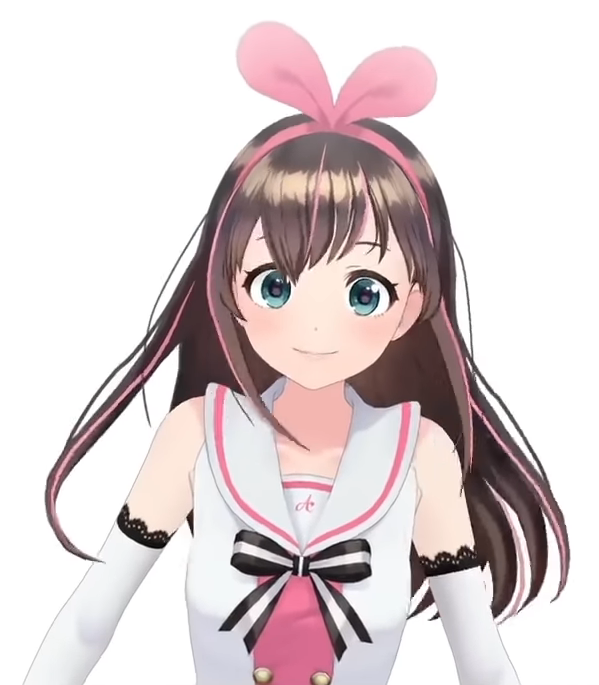
Kizuna AI стала первым общеизвестным виртуальным видеоблогером

В декабре 2016 года на YouTube дебютировала Kizuna AI (Ай Кидзуна), добившаяся бешеной популярности. Она стала первой, кто ввёл и использовал термин «виртуальный ютубер», так как, по задумке авторов, представляла собой искусственный интеллект. Разработанная японской продюсерской компанией Activ8 и озвученная сэйю Нодзоми Касугой, Кидзуна создала ощущение «реальной близости» со зрителями, регулярно отвечая на их вопросы. За 10 месяцев на её канал «A.I.Channel» подписалось свыше 2 000 000 пользователей, а позже ей дали почётное звание амбассадора Национальной туристической организации Японии.
Внезапная популярность Ай Кидзуны привела к появлению новых виртуальных талантов — с мая по июль 2018 года их количество выросло с 2 000 до 4 000. Луна Кагуя и Акари Мирай стали вторыми после Кидзуны V-туберами, набравшими максимальное количество подписчиков (750 000 и 625 000 соответственно).
В том же 2018 году японская компания Anycolor Inc. запустила агентство Nijisanji, которое популяризировало использование Live2D-аватаров вместо 3D-моделей (создававшихся, как правило, с помощью MikuMikuDance), а также переход на прямые онлайн-трансляции (стримы) вместо коротких видеоклипов, что было стандартом для Kizuna AI и подобных ей каналов. Другая компания — Cover Corporation, изначально занимавшаяся разработкой ПО для виртуальной и дополненной реальностей, также сфокусировалась на виртуальных ютуберах, основав агентство Hololive Production.
После успеха в Японии тренд стал распространяться по всему миру, произведя сильное впечатление на зарубежных поклонников аниме и манги. Крупные агентства — Hololive и Nijisanji — открыли свои подразделения в Индонезии, Китае, Южной Корее и Индии (ныне расформированы, за исключением Hololive ID), а в сентябре 2020 и мае 2021 (соответственно) — англоязычные филиалы, ориентированные на глобальную аудиторию. В то же время во множестве стран стали появляться новые независимые V-туберы. В общей сложности, к июлю 2018 года у виртуальных ютуберов насчитывалось около 12,7 млн подписчиков и свыше 720 млн просмотров, а их количество к 2020 году превысило 10 000.
Популярность тренда достигла своего пика во время пандемии COVID-19, вызвавшей прирост количества просмотров и подписчиков у многих стримеров, а также поисковых запросов по теме витубинга в Google. В августе 2020 года был составлен топ-10 пользователей YouTube с максимальным количеством суперчатов (платных сообщений от подписчиков), первые 7 мест которого заняли виртуальные ютуберы, включая лидера — участницу Hololive Production Коко Кирю, заработавшую около 85 млн. ¥. На долю V-туберов приходилось 38 % из 300 самых прибыльных YouTube-каналов с общим доходом в размере 26 229 911 долларов США (примерно половина из которых приходилась на пожертвования зрителей).
Одновременно с этим, англоязычные виртуальные стримеры — такие, как Projekt Melody и Ironmouse — начали создавать аккаунты и набирать аудиторию на платформе Twitch. В мае 2021 года Twitch добавил тег «VTuber» для стримов в рамках более широкого расширения своей системы тегов.
В сентябре 2020 года Anycolor, материнская компания Nijisanji, организовала «Команду по противодействию агрессивным действиям и клевете» (англ. Aggressive Acts and Slander Countermeasure Team), направленную на защиту виртуальных талантов от домогательств и преследований, а также принятие юридических мер против лиц, виновных в онлайн-харассменте и сталкинге. Это объявление последовало после того, как участница пятого поколения Hololive Алоэ Мано покинула агентство после двух недель работы из-за преследований.
В отчёте YouTube «Культура и тенденции 2020 года» V-туберы выделены как один из заметных трендов года: к октябрю их просматривали 1,5 миллиарда раз в месяц. 30 марта 2021 года Kizuna AI была избрана в качестве одной из 60 лучших влиятельных людей Азии.
В том же 2021 году Гавр Гура — участница первого англоязычного филиала Hololive Production — побила рекорд Кидзуны по максимальному количеству подписчиков на YouTube среди виртуальных ютуберов. 4 июля Гура стала первым V-тубером, набравшим 3 миллиона подписчиков, а 16 июня 2022 года её аудитория возросла до 4 миллионов.

## Маркетинг
Вследствие большой популярности виртуальные ютуберы, как и другие медиа-персоны, часто привлекаются различными организациями и компаниями для рекламы их товаров или услуг. Так, после того как в 2018 году SoftBank анонсировал выход смартфона IPhone XS, Kizuna AI, присутствовавшая на мероприятии, продвигала продукт на своём канале. В августе того же года компания Wright Flyer Live Entertainment выпустила мобильное приложение, позволяющее V-туберам поддерживать связь со зрителями во время прямых трансляций и монетизировать их.
24 июня 2019 года Луна Кагуя (см. выше) в сотрудничестве с Nissin Foods провела прямую трансляцию через смартфон, подвешенный на воздушном шарике, с целью рекламы якисобы Nissin UFO. К концу стрима смартфон достиг высоты в 30 км над уровнем моря, побив тем самым рекорд Книги рекордов Гиннесса по максимальной высоте, с которой была осуществлена видеозапись в прямом эфире (предыдущий рекорд составлял 18,42 км).
В июне 2022 года участница Hololive Коронэ Инугами стала амбассадором франшизы Sonic the Hedgehog в Японии. Для игры Sonic Frontiers вышло стилизованное под неё DLC, а сама Коронэ приняла участие в японском дубляже фильма «Соник 2 в кино». Её небольшое камео также появилось в 94-й серии аниме Yo-kai Watch ♪, вышедшей в марте 2023 года.
Некоторые компании запускают собственные маскоты в качестве виртуальных стримеров. Так, своего витубера-талисмана имеют префектура Ибараки (Хиёри Ибараки), Netflix (N-ko с канала Netflix Anime) и Crunchyroll (Химэ, чей канал был запущен в октябре 2021 года). Компания Sega к 30-летию Sonic the Hedgehog планировала выпускать стримы с Соником, озвученным Дзюнъити Канэмару, в роли ведущего. Компания Kadokawa создала виртуальный аватар главной героини ранобэ Tokidoki Bosotto Roshia-go de Dereru Tonari no Alya-san Алисы Кудзё и назвала её первым витубером в истории ранобэ.